# Renaissancismus
Der Renaissancismus ist eine Form der Rückbesinnung auf die Renaissance, beginnend mit der Rezeption von Jacob Burckhardt durch Friedrich Nietzsche. Er richtet sich gegen den wahrgenommenen und durch die Industrialisierung beschleunigten Verfall der Bildung und der sittlichen Werte in der bürgerlichen Gesellschaft. „Durch die von Nietzsche vermittelte Rezeption des Burckhardtschen Werkes wurde der Boden für eine dezidiert antibürgerliche Stoßrichtung jener Bewegung bereitet. In dieser Haltung bestand das eigentliche Merkmal des Renaissancismus.“ (Ladwig S. 15)

## Die Rezeption des Burckhardtschen Werkes bei Nietzsche
Ein Produkt dieser Rezeption der Renaissance ist der Renaissancemensch beziehungsweise das Universalgenie. Dieser wiederum ist keineswegs begrifflich identisch mit dem Menschen der Renaissance. Bezogen ist der Begriff auf die Bildungsbestrebungen der gebildeten Menschen in der Erfassung des klassischen Altertums. Burckhardt schreibt dazu in seiner 1860 erstmals erschienenen Cultur der Renaissance in Italien: Ein Versuch in dem Kapitel über die Entwicklung des Individuums:  „Wenn nun dieser Antrieb zur höchsten Ausbildung der Persönlichkeit zusammentraf mit einer wirklich mächtigen und dabei vielseitigen Natur, welche sich zugleich aller Elemente der damaligen Bildung bemeisterte, dann entstand der ‚allseitige Mensch‘, l'uomo universale, welcher ausschließlich Italien angehört. Menschen von enzyklopädischem Wissen gab es durch das ganze Mittelalter in verschiedenen Ländern, weil dieses Wissen nahe beisammen war; ebenso kommen noch bis ins 12. Jahrhundert allseitige Künstler vor, weil die Probleme der Architektur relativ einfach und gleichartig waren und in Skulptur und Malerei die darzustellende Sache über die Form vorherrschte. In dem Italien der Renaissance dagegen treffen wir einzelne Künstler, welche in allen Gebieten zugleich lauter Neues und in seiner Art Vollendetes schaffen und dabei noch als Menschen den größten Eindruck machen. Andere sind vielseitig, außerhalb der ausübenden Kunst, ebenfalls in einem ungeheuer weiten Kreise des Geistigen.“ Hier äußert sich eine Idealvorstellung vom allseitig gebildeten Menschen. Der Mensch erschafft sich und seine Welt. Nietzsche wiederum schreibt in seinem Werk Der Antichrist im Jahre 1888 dem Christentum die Schuld zu, uns um die „Ernte der antiken Kultur gebracht“ zu haben, wie es uns später um die Ernte der Islam-Kultur gebracht habe. Den Deutschen, insbesondere der Reformation Luthers, schreibt Nietzsche die Schuld zu: „Die Deutschen haben Europa um die letzte große Cultur-Ernte gebracht, die es für Europa heimzubringen gab, – um die der Renaissance.“ Für ihn war es die „Umwerthung der christlichen Werthe“, die somit gescheitert war.

## Auswirkungen auf die Gesellschaft
In der bürgerlichen Gesellschaft im 19. und 20. Jahrhundert vollzieht sich bedingt durch die Entwicklung der kapitalistischen Verhältnisse ebenfalls eine Art Wiederentdeckung des Menschen durch ein Rückbesinnen auf die Renaissance (wie auch auf die Antike) und ihre Bildungsbewegung aus dem Gefühl eines allgemeinen Werteverfalls der eigenen Zeit. Dies geht zusammen mit Ideen des aufkommenden Liberalismus. Der Renaissance-Forschung und dem Renaissancismus gemeinsam ist die Erfahrung einer existentiellen Krise, der sich das Bürgertum unter den Anforderungen der Moderne ausgesetzt sieht. „Die deutsche Renaissanceforschung des beginnenden 20. Jahrhunderts konnte darauf vertrauen, daß das Thema ‚Renaissance‘ ein breites Publikum ansprach. Seit dem frühen 19. Jahrhundert lassen sich immer mehr Beispiele, die sich an der Renaissance orientieren, finden. Nicht allein in der Architektur, sondern auch in der Malerei und Literatur, ja selbst beim Mobiliar suchte man die Vorlagen mit Vorliebe in der Renaissance.“ (Ladwig S. 14.) Mit dem Jugendstil, vollends freilich ab der Zeit des Bauhauses, vollzog sich eine zunehmende Abkehr von dieser Auffassung.

## Renaissancismus in der Literatur
Der Höhepunkt des Renaissancismus in der deutschen Literatur liegt in den Jahren 1890 bis 1910, wo er sich zu einem Renaissance-Kult ausweitete, was letzten Endes zu einer Verzerrung des Renaissancebildes führte. Die Renaissance-Forscher jedoch distanzieren sich davon, da sie ein objektives Bild der italienischen Renaissance zeichnen wollen.
Zu den Literaten, die im Zusammenhang mit dem Renaissancismus zu nennen sind, gehören Conrad Ferdinand Meyer, Isolde Kurz, Hugo von Hofmannsthal, Rainer Maria Rilke und Thomas Mann. Mann ist allerdings derjenige, der diesen wiederum in der Literatur überwindet.